# Artemisia (film 1997)
Artemisia è un film per la televisione del 1997 diretto da Adrienne Clarkson, basato sulla vita della pittrice italiana Artemisia Gentileschi.